# Filantus
Filantus (lat. Phyllanthus), rod vazdazelenih grmova i drveća iz porodice filantusovki. Procjene broja vrsta u ovom rodu jako variraju, od 750 do 1200, a rašireni su po Sjevernoj i Južnoj Americi, Aziji, Africi i Australiji. Phyllanthus ima nevjerojatnu raznolikost oblika rasta uključujući jednogodišnje i višegodišnje biljke, grmlje, penjačice, plutajuće vodene biljke i pahikaulozno sukulente. Neki imaju spljoštene lisnate stabljike koje se nazivaju kladodije. Ima široku raznolikost cvjetnih morfologija i broja kromosoma te ima jedan od najšireg raspona vrsta peludi od bilo kojeg roda sjemenača.
Unatoč njihovoj raznolikosti, gotovo sve Phyllanthus vrste izražavaju specifičan tip rasta koji se naziva "filantoidno grananje" u kojem okomite stabljike nose listopadne, cvjetne (cvjetne), plagiotropne (vodoravne ili kose) stabljike. Listovi na glavnim (vertikalnim) osi reducirani su u ljuske koje se nazivaju "katafili", dok se listovi na ostalim osima razvijaju normalno. Phyllanthus je rasprostranjen u svim tropskim i suptropskim područjima na Zemlji.
Phyllanthus je prvi opisao Carl Linnaeus 1753., ali tip nije bio označen.
Jedna od poznatijih vrsta je indijski ogrozd ili amla (Phyllanthus emblica, sin. Emblica officinalis).

## Vrste
Podjela ovog roda u vrste izazvalo je mnoge zabune i neslaganja. Molekularne filogenetske studije pokazale su da je Phyllanthus parafiletičan u odnosu na Reverchonia, Glochidion, Sauropus i Breynia. Revizija obitelji Phyllanthaceae iz 2006. uključila je sva četiri roda u Phyllanthus. Ova povećana verzija Phyllanthusa mogla bi se eventualno podijeliti u manje rodove, uključujući 32 kineske (i sjeverne indokineske) vrste. Trenutačno je u tijeku potpuna revizija roda, uključujući novu klasifikaciju, nakon nedavnog dubinskog molekularnog tretmana uključenih glavnih skupina.
Popis vrsta:
1. Phyllanthus abditus G.L.Webster
2. Phyllanthus abnormis Baill.
3. Phyllanthus acacioides Urb.
4. Phyllanthus acidus (L.) Skeels
5. Phyllanthus acinacifolius Airy Shaw & G.L.Webster
6. Phyllanthus actephilifolius J.J.Sm.
7. Phyllanthus acuminatus Vahl
8. Phyllanthus acutifolius Poir. ex Spreng.
9. Phyllanthus acutissimus Miq.
10. Phyllanthus adenodiscus Müll.Arg.
11. Phyllanthus adianthoides Klotzsch
12. Phyllanthus aeneus Baill.
13. Phyllanthus airy-shawii Jean F.Brunel & J.P.Roux
14. Phyllanthus ajmerianus L.B.Chaudhary & R.R.Rao
15. Phyllanthus albidiscus (Ridl.) Airy Shaw
16. Phyllanthus albizzioides (Kurz) Hook.f.
17. Phyllanthus allemii G.L.Webster
18. Phyllanthus almadensis Müll.Arg.
19. Phyllanthus alpestris Beille
20. Phyllanthus amarus Schumach. & Thonn.
21. Phyllanthus ambatovolanus Leandri
22. Phyllanthus amicorum G.L.Webster
23. Phyllanthus amieuensis Guillaumin
24. Phyllanthus amnicola G.L.Webster
25. Phyllanthus ampandrandavae Leandri
26. Phyllanthus analamerae Leandri
27. Phyllanthus anamalayanus (Gamble) G.L.Webster
28. Phyllanthus andamanicus N.P.Balakr. & N.G.Nair
29. Phyllanthus anderssonii Müll.Arg.
30. Phyllanthus andrachniformis Pax
31. Phyllanthus andranovatensis Jean F.Brunel & J.P.Roux
32. Phyllanthus angkorensis Beille
33. Phyllanthus angolensis Müll.Arg.
34. Phyllanthus angustatus Hutch.
35. Phyllanthus angustifolius (Sw.) Sw.
36. Phyllanthus angustissimus Müll.Arg.
37. Phyllanthus anisolobus Müll.Arg.
38. Phyllanthus anisophyllioides Merr.
39. Phyllanthus ankarana Leandri
40. Phyllanthus ankaratrae (Leandri) Petra Hoffm. & McPherson
41. Phyllanthus ankazobensis Ralim. & Petra Hoffm.
42. Phyllanthus anthopotamicus Hand.-Mazz.
43. Phyllanthus aoraiensis Nadeaud
44. Phyllanthus aoupinieensis M.Schmid
45. Phyllanthus aphanostylus Airy Shaw & G.L.Webster
46. Phyllanthus apiculatus Merr.
47. Phyllanthus aracaensis G.L.Webster ex Secco & A.Rosário
48. Phyllanthus arachnodes Govaerts & Radcl.-Sm.
49. Phyllanthus arbuscula (Sw.) J.F.Gmel.
50. Phyllanthus archboldianus Airy Shaw & G.L.Webster
51. Phyllanthus ardisianthus Airy Shaw & G.L.Webster
52. Phyllanthus arenarius Beille
53. Phyllanthus arenicola Casar.
54. Phyllanthus argyi H.Lév.
55. Phyllanthus aridus Benth.
56. Phyllanthus armstrongii Benth.
57. Phyllanthus artensis M.Schmid
58. Phyllanthus arvensis Müll.Arg.
59. Phyllanthus aspersus Jean F.Brunel & J.P.Roux
60. Phyllanthus asperulatus Hutch.
61. Phyllanthus atabapoensis Jabl.
62. Phyllanthus attenuatus Miq.
63. Phyllanthus augustini Baill.
64. Phyllanthus australis Hook.f.
65. Phyllanthus austroparensis Radcl.-Sm.
66. Phyllanthus avanguiensis M.Schmid
67. Phyllanthus avicularis Müll.Arg.
68. Phyllanthus awaensis G.L.Webster
69. Phyllanthus axillaris (Sw.) Müll.Arg.
70. Phyllanthus baeckeoides J.T.Hunter & J.J.Bruhl
71. Phyllanthus baeobotryoides Wall. ex Müll.Arg.
72. Phyllanthus bahiensis Müll.Arg.
73. Phyllanthus baillonianus Müll.Arg.
74. Phyllanthus baladensis Baill.
75. Phyllanthus balakrishnanii Sunil, K.M.P.Kumar & Naveen Kum.
76. Phyllanthus balansae Beille
77. Phyllanthus balansanus Guillaumin
78. Phyllanthus balgooyi Petra Hoffm. & A.J.M.Baker
79. Phyllanthus bancilhonae Jean F.Brunel & J.P.Roux
80. Phyllanthus baraouaensis M.Schmid
81. Phyllanthus barbarae M.C.Johnst.
82. Phyllanthus bathianus Leandri
83. Phyllanthus beddomei (Gamble) M.Mohanan
84. Phyllanthus bemangidiensis Ralim.
85. Phyllanthus benguelensis Müll.Arg.
86. Phyllanthus benguetensis C.B.Rob.
87. Phyllanthus bequaertii Robyns & Lawalrée
88. Phyllanthus bernardii Jabl.
89. Phyllanthus bernierianus Baill. ex Müll.Arg.
90. Phyllanthus berteroanus Müll.Arg.
91. Phyllanthus betsileanus Leandri
92. Phyllanthus biantherifer Croizat
93. Phyllanthus bicolor Vis.
94. Phyllanthus binhii Thin
95. Phyllanthus birmanicus Müll.Arg.
96. Phyllanthus blanchetianus Müll.Arg.
97. Phyllanthus blancoanus Müll.Arg.
98. Phyllanthus bodinieri (H.Lév.) Rehder
99. Phyllanthus boehmii Pax
100. Phyllanthus boguenensis M.Schmid
101. Phyllanthus bojerianus (Baill.) Müll.Arg.
102. Phyllanthus bokorensis Tagane
103. Phyllanthus bolivarensis Steyerm.
104. Phyllanthus bolivianus Pax & K.Hoffm.
105. Phyllanthus bonnardii Jean F.Brunel
106. Phyllanthus borenensis M.G.Gilbert
107. Phyllanthus borjaensis Jabl.
108. Phyllanthus botryanthus Müll.Arg.
109. Phyllanthus bourgeoisii Baill.
110. Phyllanthus brachyphyllus Urb.
111. Phyllanthus brandegeei Millsp.
112. Phyllanthus brasiliensis (Aubl.) Poir.
113. Phyllanthus brassii C.T.White
114. Phyllanthus brevipes Hook.f.
115. Phyllanthus breynioides (P.T.Li) Govaerts & Radcl.-Sm.
116. Phyllanthus brynaertii Jean F.Brunel
117. Phyllanthus buchii Urb.
118. Phyllanthus bupleuroides Baill.
119. Phyllanthus burundiensis Jean F.Brunel
120. Phyllanthus buxifolius (Blume) Müll.Arg.
121. Phyllanthus buxoides Guillaumin
122. Phyllanthus cacuminum Müll.Arg.
123. Phyllanthus caesiifolius Petra Hoffm. & Cheek
124. Phyllanthus caesius Airy Shaw & G.L.Webster
125. Phyllanthus caespitosus Brenan
126. Phyllanthus calcicola M.Schmid
127. Phyllanthus caligatus Jean F.Brunel & J.P.Roux
128. Phyllanthus callejasii G.L.Webster
129. Phyllanthus calycinus Labill.
130. Phyllanthus camerunensis Jean F.Brunel
131. Phyllanthus caparaoensis G.L.Webster
132. Phyllanthus caraculiensis Jean F.Brunel
133. Phyllanthus caribaeus Urb.
134. Phyllanthus carinatus Beille
135. Phyllanthus carlottae M.Schmid
136. Phyllanthus carmenluciae R.T.M.Ribeiro & Loiola
137. Phyllanthus carnosulus Müll.Arg.
138. Phyllanthus caroliniensis Walter
139. Phyllanthus carpentariae Müll.Arg.
140. Phyllanthus carrenoi Steyerm.
141. Phyllanthus carunculatus Jean F.Brunel
142. Phyllanthus carvalhoi G.L.Webster
143. Phyllanthus casearioides S.Moore
144. Phyllanthus cassioides Rusby
145. Phyllanthus casticum P.Willemet
146. Phyllanthus castus S.Moore
147. Phyllanthus caudatifolius Merr.
148. Phyllanthus caudatus Müll.Arg.
149. Phyllanthus cauliflorus (Sw.) Griseb.
150. Phyllanthus cauticola J.T.Hunter & J.J.Bruhl
151. Phyllanthus caymanensis G.L.Webster & Proctor
152. Phyllanthus cedrelifolius Verdc.
153. Phyllanthus celebicus Koord.
154. Phyllanthus ceratostemon Brenan
155. Phyllanthus chacoensis Morong
156. Phyllanthus chamaecerasus Baill.
157. Phyllanthus chamaecristoides Urb.
158. Phyllanthus chamaepeuce Ridl.
159. Phyllanthus chandrabosei Govaerts & Radcl.-Sm.
160. Phyllanthus chantaranothaii Pornp., J.Parn. & Hodk.
161. Phyllanthus chantrieri André
162. Phyllanthus chayamaritiae Chantar. & Kantachot
163. Phyllanthus chekiangensis Croizat & Metcalf
164. Phyllanthus cherrieri M.Schmid
165. Phyllanthus chevalieri Beille
166. Phyllanthus chiapensis Sprague
167. Phyllanthus chimantae Jabl.
168. Phyllanthus choretroides Müll.Arg.
169. Phyllanthus chrysanthus Baill.
170. Phyllanthus chryseus R.A.Howard
171. Phyllanthus ciccoides Müll.Arg.
172. Phyllanthus ciliaris Baill.
173. Phyllanthus cinctus Urb.
174. Phyllanthus cinereus Müll.Arg.
175. Phyllanthus cladanthus Müll.Arg.
176. Phyllanthus cladotrichus Müll.Arg.
177. Phyllanthus clamboides (F.Muell.) Diels
178. Phyllanthus clarkei Hook.f.
179. Phyllanthus claussenii Müll.Arg.
180. Phyllanthus coalcomanensis Croizat
181. Phyllanthus cochinchinensis Spreng.
182. Phyllanthus cocumbiensis Jean F.Brunel
183. Phyllanthus coi M.J.Wu, Ferreras & Y.J.Chen
184. Phyllanthus collinsiae Craib
185. Phyllanthus × collinum-misuku Radcl.-Sm.
186. Phyllanthus collinus Domin
187. Phyllanthus columnaris Müll.Arg.
188. Phyllanthus coluteoides Baill. ex Müll.Arg.
189. Phyllanthus comorensis Leandri
190. Phyllanthus comosus Urb.
191. Phyllanthus compressus Kunth
192. Phyllanthus comptonii S.Moore
193. Phyllanthus comptus G.L.Webster
194. Phyllanthus concolor (Müll.Arg.) Müll.Arg.
195. Phyllanthus confusus Brenan
196. Phyllanthus conjugatus M.Schmid
197. Phyllanthus consanguineus Müll.Arg.
198. Phyllanthus coodei Ralim. & Petra Hoffm.
199. Phyllanthus cordatulus C.B.Rob.
200. Phyllanthus cornutus Baill.
201. Phyllanthus coursii Leandri
202. Phyllanthus crassinervius Radcl.-Sm.
203. Phyllanthus cristalensis Urb.
204. Phyllanthus cryptophilus (Comm. ex A.Juss.) Müll.Arg.
205. Phyllanthus cuatrecasasianus G.L.Webster
206. Phyllanthus cuneifolius (Britton) Croizat
207. Phyllanthus cunenensis Jean F.Brunel
208. Phyllanthus curranii C.B.Rob.
209. Phyllanthus cuscutiflorus S.Moore
210. Phyllanthus cyrtophylloides Müll.Arg.
211. Phyllanthus daclacensis Thin
212. Phyllanthus dallachyanus Benth.
213. Phyllanthus dawsonii Steyerm.
214. Phyllanthus dealbatus Alston
215. Phyllanthus debilis J.G.Klein ex Willd.
216. Phyllanthus deciduiramus Däniker
217. Phyllanthus dekindtianus Jean F.Brunel
218. Phyllanthus delagoensis Hutch.
219. Phyllanthus denticulatus Jean F.Brunel
220. Phyllanthus deplanchei Müll.Arg.
221. Phyllanthus dewildeorum M.G.Gilbert
222. Phyllanthus dictyophlebs Radcl.-Sm.
223. Phyllanthus dictyospermus Müll.Arg.
224. Phyllanthus dimorphus Britton & P.Wilson
225. Phyllanthus dinklagei Pax
226. Phyllanthus dinteri Pax
227. Phyllanthus discolaciniatus Jean F.Brunel
228. Phyllanthus discolor Poepp. ex Spreng.
229. Phyllanthus distichus Hook. & Arn.
230. Phyllanthus dongmoensis Thin
231. Phyllanthus dorotheae M.Schmid
232. Phyllanthus dracunculoides Baill.
233. Phyllanthus duidae Gleason
234. Phyllanthus dumbeaensis M.Schmid
235. Phyllanthus dumetosus Poir.
236. Phyllanthus dumosus C.B.Rob.
237. Phyllanthus dunnianus (H.Lév.) Hand.-Mazz. ex Rehder
238. Phyllanthus dusenii Hutch.
239. Phyllanthus dzumacensis M.Schmid
240. Phyllanthus echinospermus C.Wright
241. Phyllanthus edmundoi L.J.M.Santiago
242. Phyllanthus effusus S.Moore
243. Phyllanthus ekmanii G.L.Webster
244. Phyllanthus elegans Wall. ex Müll.Arg.
245. Phyllanthus eliae (Jean F.Brunel & J.P.Roux) Jean F.Brunel
246. Phyllanthus elsiae Urb.
247. Phyllanthus embergeri Haicour & Rossignol
248. Phyllanthus emblica L.
249. Phyllanthus engleri Pax
250. Phyllanthus epiphyllanthus L.
251. Phyllanthus epiphylliferens Jean F.Brunel
252. Phyllanthus eremicus R.L.Barrett & I.Telford
253. Phyllanthus eremitus Funez & Hassemer
254. Phyllanthus ericoides Torr.
255. Phyllanthus erwinii J.T.Hunter & J.J.Bruhl
256. Phyllanthus erythrotrichus C.B.Rob.
257. Phyllanthus eurisladro Mart. ex Colla
258. Phyllanthus eutaxioides S.Moore
259. Phyllanthus evanescens Brandegee
260. Phyllanthus everettii C.B.Rob.
261. Phyllanthus evrardii Beille
262. Phyllanthus excisus Urb.
263. Phyllanthus exilis S.Moore
264. Phyllanthus eximius G.L.Webster & Proctor
265. Phyllanthus fadyenii Urb.
266. Phyllanthus faguetii Baill.
267. Phyllanthus fallax Müll.Arg.
268. Phyllanthus fangchengensis P.T.Li
269. Phyllanthus fastigiatus Mart. ex Müll.Arg.
270. Phyllanthus favieri M.Schmid
271. Phyllanthus felicis Jean F.Brunel
272. Phyllanthus filicifolius Gage
273. Phyllanthus fimbriatitepalus Guillaumin
274. Phyllanthus fimbriatus (Wight) Müll.Arg.
275. Phyllanthus fimbricalyx P.T.Li
276. Phyllanthus finschii K.Schum.
277. Phyllanthus fischeri Pax
278. Phyllanthus flagellaris Benth.
279. Phyllanthus flagelliformis Müll.Arg.
280. Phyllanthus flaviflorus (K.Schum. & Lauterb.) Airy Shaw
281. Phyllanthus flexuosus (Siebold & Zucc.) Müll.Arg.
282. Phyllanthus fluitans Benth. ex Müll.Arg.
283. Phyllanthus fluminis-athi Radcl.-Sm.
284. Phyllanthus × fluminis-sabi Radcl.-Sm.
285. Phyllanthus fluminis-zambesi Radcl.-Sm.
286. Phyllanthus formosus Urb.
287. Phyllanthus forrestii W.W.Sm.
288. Phyllanthus fotii Jean F.Brunel
289. Phyllanthus fractiflexus M.Schmid
290. Phyllanthus fraguensis M.C.Johnst.
291. Phyllanthus franchetianus H.Lév.
292. Phyllanthus francii Guillaumin
293. Phyllanthus fraternus G.L.Webster
294. Phyllanthus frazieri Radcl.-Sm.
295. Phyllanthus friesii Hutch.
296. Phyllanthus frodinii Airy Shaw
297. Phyllanthus fuernrohrii F.Muell.
298. Phyllanthus fuertesii Urb.
299. Phyllanthus fuscoluridus Müll.Arg.
300. Phyllanthus gabonensis Jean F.Brunel
301. Phyllanthus gageanus (Gamble) M.Mohanan
302. Phyllanthus gagnioevae Jean F.Brunel & J.P.Roux
303. Phyllanthus galeottianus Baill.
304. Phyllanthus gardnerianus (Wight) Baill.
305. Phyllanthus geniculatostemon Jean F.Brunel
306. Phyllanthus gentryi G.L.Webster
307. Phyllanthus geoffrayi Beille
308. Phyllanthus gillettianus Jean F.Brunel
309. Phyllanthus gjellerupii J.J.Sm.
310. Phyllanthus glabrescens (Miq.) Müll.Arg.
311. Phyllanthus gladiatus Müll.Arg.
312. Phyllanthus glaucinus (Miq.) Müll.Arg.
313. Phyllanthus glaucophyllus Sond.
314. Phyllanthus glaucus Wall. ex Müll.Arg.
315. Phyllanthus glaziovii Müll.Arg.
316. Phyllanthus glochidioides Elmer
317. Phyllanthus gneissicus S.Moore
318. Phyllanthus goianensis L.J.M.Santiago
319. Phyllanthus golonensis M.Schmid
320. Phyllanthus gomphocarpus Hook.f.
321. Phyllanthus gongyloides Cordeiro & Carn.-Torres
322. Phyllanthus gordonii Ralim. & Petra Hoffm.
323. Phyllanthus gossweileri Hutch.
324. Phyllanthus goudotianus (Baill.) Müll.Arg.
325. Phyllanthus gracilipes (Miq.) Müll.Arg.
326. Phyllanthus gradyi M.J.Silva & M.F.Sales
327. Phyllanthus graminicola Hutch.
328. Phyllanthus grandifolius L.
329. Phyllanthus graveolens Kunth
330. Phyllanthus greenei Elmer
331. Phyllanthus guangdongensis P.T.Li
332. Phyllanthus guanxiensis Govaerts & Radcl.-Sm.
333. Phyllanthus guillauminii Däniker
334. Phyllanthus gunnii Hook.f.
335. Phyllanthus gypsicola McVaugh
336. Phyllanthus hainanensis Merr.
337. Phyllanthus hakgalensis Thwaites ex Trimen
338. Phyllanthus hamelinii I.Telford & R.L.Barrett
339. Phyllanthus harmandii Beille
340. Phyllanthus harrimanii G.L.Webster
341. Phyllanthus harrisii Radcl.-Sm.
342. Phyllanthus hasskarlianus Müll.Arg.
343. Phyllanthus helenae M.Schmid
344. Phyllanthus heliotropus C.Wright ex Griseb.
345. Phyllanthus heteradenius Müll.Arg.
346. Phyllanthus heterotrichus Lundell
347. Phyllanthus hexadactylus McVaugh
348. Phyllanthus heyneanus Müll.Arg.
349. Phyllanthus hildebrandtii Pax
350. Phyllanthus hirtellus F.Muell. ex Müll.Arg.
351. Phyllanthus hodjelensis Schweinf.
352. Phyllanthus holostylus Milne-Redh.
353. Phyllanthus hortensis Govaerts & Radcl.-Sm.
354. Phyllanthus houailouensis M.Schmid
355. Phyllanthus huallagensis Standl. ex Croizat
356. Phyllanthus huamotensis Pornp., Chantar. & J.Parn.
357. Phyllanthus huberi Riina & P.E.Berry
358. Phyllanthus humbertianus Leandri
359. Phyllanthus humbertii (Leandri) Petra Hoffm. & McPherson
360. Phyllanthus humpatanus Jean F.Brunel
361. Phyllanthus hutchinsonianus S.Moore
362. Phyllanthus hypoleucus Müll.Arg.
363. Phyllanthus hypospodius F.Muell.
364. Phyllanthus hyssopifolioides Kunth
365. Phyllanthus imbricatus G.L.Webster
366. Phyllanthus incrustatus Urb.
367. Phyllanthus incurvus Thunb.
368. Phyllanthus indigoferoides Benth.
369. Phyllanthus indofischeri Bennet
370. Phyllanthus inflatus Hutch.
371. Phyllanthus insulae-japen Airy Shaw
372. Phyllanthus insulensis Beille
373. Phyllanthus involutus J.T.Hunter & J.J.Bruhl
374. Phyllanthus iratsiensis Leandri
375. Phyllanthus irriguus Radcl.-Sm.
376. Phyllanthus isomonensis Leandri
377. Phyllanthus itamarajuensis Marques-Torres & M.J.Silva
378. Phyllanthus itatiaiensis Brade
379. Phyllanthus ivohibeus Leandri
380. Phyllanthus jablonskianus Steyerm. & Luteyn
381. Phyllanthus jaegeri Jean F.Brunel & J.P.Roux
382. Phyllanthus jaffrei M.Schmid
383. Phyllanthus jauaensis Jabl.
384. Phyllanthus jaubertii Vieill. ex Guillaumin
385. Phyllanthus juglandifolius Willd.
386. Phyllanthus junceus Müll.Arg.
387. Phyllanthus kaessneri Hutch.
388. Phyllanthus kampotensis Beille
389. Phyllanthus kanalensis Baill.
390. Phyllanthus karibibensis Jean F.Brunel
391. Phyllanthus kaweesakii Pornp., Chantar. & J.Parn.
392. Phyllanthus kelleanus Jean F.Brunel
393. Phyllanthus kerrii Airy Shaw
394. Phyllanthus kerstingii Jean F.Brunel
395. Phyllanthus keyensis Warb.
396. Phyllanthus kidna Challen & Petra Hoffm.
397. Phyllanthus kinabaluicus Airy Shaw
398. Phyllanthus klotzschianus Müll.Arg.
399. Phyllanthus koghiensis Guillaumin
400. Phyllanthus koniamboensis M.Schmid
401. Phyllanthus kostermansii Airy Shaw
402. Phyllanthus kouaouaensis M.Schmid
403. Phyllanthus koumacensis Guillaumin
404. Phyllanthus lacerosus Airy Shaw
405. Phyllanthus laciniatus C.B.Rob.
406. Phyllanthus lacunarius F.Muell.
407. Phyllanthus lacunellus Airy Shaw
408. Phyllanthus lanceolatus Poir.
409. Phyllanthus lancifolius Merr.
410. Phyllanthus lasiogynus Müll.Arg.
411. Phyllanthus latifolius (L.) Sw.
412. Phyllanthus lativenius (Croizat) Govaerts & Radcl.-Sm.
413. Phyllanthus lawii J.Graham
414. Phyllanthus laxiflorus Benth.
415. Phyllanthus lebrunii Robyns & Lawalrée
416. Phyllanthus lediformis Jabl.
417. Phyllanthus leonardianus Lisowski, Malaisse & Symoens
418. Phyllanthus leptocaulos Müll.Arg.
419. Phyllanthus leptoclados Benth.
420. Phyllanthus leptoneurus Urb.
421. Phyllanthus leptophyllus Müll.Arg.
422. Phyllanthus leschenaultii Müll.Arg.
423. Phyllanthus letestui Jean F.Brunel
424. Phyllanthus letouzeyanus Jean F.Brunel
425. Phyllanthus leucanthus Pax
426. Phyllanthus leucocalyx Hutch.
427. Phyllanthus leucochlamys Radcl.-Sm.
428. Phyllanthus leucosepalus Jean F.Brunel
429. Phyllanthus leytensis Elmer
430. Phyllanthus lichenisilvae (Leandri ex Humbert) Petra Hoffm. & McPherson
431. Phyllanthus liebmannianus Müll.Arg.
432. Phyllanthus liesneri G.L.Webster
433. Phyllanthus ligustrifolius S.Moore
434. Phyllanthus lii Govaerts & Radcl.-Sm.
435. Phyllanthus limmuensis Cufod.
436. Phyllanthus lindbergii Müll.Arg.
437. Phyllanthus lindenianus Baill.
438. Phyllanthus lingulatus Beille
439. Phyllanthus liukiuensis Matsum. ex Hayata
440. Phyllanthus loandensis Welw. ex Müll.Arg.
441. Phyllanthus lokohensis Leandri
442. Phyllanthus longeramosus Guillaumin
443. Phyllanthus longipedicellatus M.J.Silva
444. Phyllanthus longistylus Jabl.
445. Phyllanthus loranthoides Baill.
446. Phyllanthus luciliae M.Schmid
447. Phyllanthus lunifolius Gilbert & Thulin
448. Phyllanthus macgregorii C.B.Rob.
449. Phyllanthus macphersonii M.Schmid
450. Phyllanthus macraei Müll.Arg.
451. Phyllanthus macranthus Pax
452. Phyllanthus macrocalyx Müll.Arg.
453. Phyllanthus macrochorion Baill.
454. Phyllanthus madagascariensis Müll.Arg.
455. Phyllanthus madeirensis Croizat
456. Phyllanthus maderaspatensis L.
457. Phyllanthus maestrensis Urb.
458. Phyllanthus mafingensis Radcl.-Sm.
459. Phyllanthus magdemeanus Jean F.Brunel
460. Phyllanthus magnificens Jean F.Brunel & J.P.Roux
461. Phyllanthus maguirei Jabl.
462. Phyllanthus mahengeaensis Jean F.Brunel
463. Phyllanthus major Steyerm.
464. Phyllanthus makitae Jean F.Brunel
465. Phyllanthus maleolens Urb. & Ekman
466. Phyllanthus mananarensis Leandri
467. Phyllanthus manausensis W.A.Rodrigues
468. Phyllanthus mandjeliaensis M.Schmid
469. Phyllanthus mangenotii M.Schmid
470. Phyllanthus manicaensis Jean F.Brunel ex Radcl.-Sm.
471. Phyllanthus mannianus Müll.Arg.
472. Phyllanthus mantadiensis Ralim. & Petra Hoffm.
473. Phyllanthus margaretae M.Schmid
474. Phyllanthus marianus Müll.Arg.
475. Phyllanthus maritimus J.J.Sm.
476. Phyllanthus marojejiensis (Leandri) Petra Hoffm. & McPherson
477. Phyllanthus martii Müll.Arg.
478. Phyllanthus martini Radcl.-Sm.
479. Phyllanthus matitanensis Leandri
480. Phyllanthus mckenziei Fosberg
481. Phyllanthus mcvaughii G.L.Webster
482. Phyllanthus megacarpus (Gamble) Kumari & Chandrab.
483. Phyllanthus megalanthus C.B.Rob.
484. Phyllanthus megapodus G.L.Webster
485. Phyllanthus melleri Müll.Arg.
486. Phyllanthus memaoyaensis M.Schmid
487. Phyllanthus mendesii Jean F.Brunel
488. Phyllanthus meridensis G.L.Webster
489. Phyllanthus merinthopodus Diels
490. Phyllanthus meuieensis M.Schmid
491. Phyllanthus meyerianus Müll.Arg.
492. Phyllanthus mickelii McVaugh
493. Phyllanthus micranthus A.Rich.
494. Phyllanthus microcarpus (Benth.) Müll.Arg.
495. Phyllanthus microcladus Müll.Arg.
496. Phyllanthus microdendron Müll.Arg.
497. Phyllanthus microdictyus Urb.
498. Phyllanthus micromeris Radcl.-Sm.
499. Phyllanthus microphyllinus Müll.Arg.
500. Phyllanthus microphyllus Kunth
501. Phyllanthus millei Standl.
502. Phyllanthus mimicus G.L.Webster
503. Phyllanthus mimosoides Sw.
504. Phyllanthus minahassae Koord.
505. Phyllanthus minarum Standl. & Steyerm.
506. Phyllanthus mindouliensis Jean F.Brunel
507. Phyllanthus minutiflorus F.Muell. ex Müll.Arg.
508. Phyllanthus minutifolius Jabl.
509. Phyllanthus minutulus Müll.Arg.
510. Phyllanthus mirabilis Müll.Arg.
511. Phyllanthus mirificus G.L.Webster
512. Phyllanthus mitchellii Benth.
513. Phyllanthus mittenianus Hutch.
514. Phyllanthus mkurirae Jean F.Brunel
515. Phyllanthus mocinoanus Baill.
516. Phyllanthus mocotensis G.L.Webster
517. Phyllanthus moeroensis De Wild.
518. Phyllanthus moi P.T.Li
519. Phyllanthus monroviae Jean F.Brunel
520. Phyllanthus montanus (Sw.) Sw.
521. Phyllanthus montis-fontium M.Schmid
522. Phyllanthus montrouzieri Guillaumin
523. Phyllanthus mooneyi M.G.Gilbert
524. Phyllanthus moorei M.Schmid
525. Phyllanthus moramangicus (Leandri) Leandri
526. Phyllanthus moratii M.Schmid
527. Phyllanthus mouensis M.Schmid
528. Phyllanthus muellerianus (Kuntze) Exell
529. Phyllanthus multiflorus Poir.
530. Phyllanthus muriculatus J.J.Sm.
531. Phyllanthus muscosus Ridl.
532. Phyllanthus mutisianus G.L.Webster
533. Phyllanthus myriophyllus Urb.
534. Phyllanthus myrsinites Kunth
535. Phyllanthus myrtaceus Sond.
536. Phyllanthus myrtifolius (Wight) Müll.Arg.
537. Phyllanthus myrtilloides Griseb.
538. Phyllanthus nanellus P.T.Li
539. Phyllanthus natoensis M.Schmid
540. Phyllanthus ndikinimekianus Jean F.Brunel
541. Phyllanthus neblinae Jabl.
542. Phyllanthus neoleonensis Croizat
543. Phyllanthus nhatrangensis Beille
544. Phyllanthus nigericus Brenan
545. Phyllanthus nigrescens (Blanco) Müll.Arg.
546. Phyllanthus niinamii Hayata
547. Phyllanthus ningaensis M.Schmid
548. Phyllanthus niruri L.
549. Phyllanthus niruroides Müll.Arg.
550. Phyllanthus nitens M.Schmid
551. Phyllanthus nitidulus Müll.Arg.
552. Phyllanthus nothisii M.Schmid
553. Phyllanthus novae-hollandiae Müll.Arg.
554. Phyllanthus nozeranianus Jean F.Brunel & J.P.Roux
555. Phyllanthus nummulariifolius Poir.
556. Phyllanthus nummularioides Müll.Arg.
557. Phyllanthus nutans Sw.
558. Phyllanthus nyale Petra Hoffm. & Cheek
559. Phyllanthus nyikae Radcl.-Sm.
560. Phyllanthus oaxacanus Brandegee
561. Phyllanthus obdeltophyllus Leandri
562. Phyllanthus obfalcatus Lasser & Maguire
563. Phyllanthus oblanceolatus J.T.Hunter & J.J.Bruhl
564. Phyllanthus oblongiglans M.G.Gilbert
565. Phyllanthus obtusatus (Thunb.) Müll.Arg.
566. Phyllanthus occidentalis J.T.Hunter & J.J.Bruhl
567. Phyllanthus octomerus Müll.Arg.
568. Phyllanthus odontadenius Müll.Arg.
569. Phyllanthus oligospermus Hayata
570. Phyllanthus omahakensis Dinter & Pax
571. Phyllanthus oppositifolius Baill. ex Müll.Arg.
572. Phyllanthus orbicularifolius (P.T.Li) Govaerts & Radcl.-Sm.
573. Phyllanthus orbicularis Kunth
574. Phyllanthus orbiculatus Rich.
575. Phyllanthus oreichtitus Leandri
576. Phyllanthus oreophilus Müll.Arg.
577. Phyllanthus orientalis (Craib) Airy Shaw
578. Phyllanthus orinocensis Steyerm.
579. Phyllanthus ouveanus Däniker
580. Phyllanthus ovalifolius Forssk.
581. Phyllanthus ovatifolius J.J.Sm.
582. Phyllanthus ovatus Poir.
583. Phyllanthus oxycarpus Müll.Arg.
584. Phyllanthus oxycoccifolius Hutch.
585. Phyllanthus oxyphyllus Miq.
586. Phyllanthus pachyphyllus Müll.Arg.
587. Phyllanthus pachystylus Urb.
588. Phyllanthus pacificus Müll.Arg.
589. Phyllanthus pacoensis Thin
590. Phyllanthus paezensis Jabl.
591. Phyllanthus palauensis Hosok.
592. Phyllanthus × pallidus C.Wright ex Griseb.
593. Phyllanthus pancherianus Baill.
594. Phyllanthus papuanus Gage
595. Phyllanthus paraguayensis Parodi
596. Phyllanthus parainduratus M.Schmid
597. Phyllanthus parangoyensis M.Schmid
598. Phyllanthus paraqueensis Jabl.
599. Phyllanthus parvifolius Buch.-Ham. ex D.Don
600. Phyllanthus parvulus Sond.
601. Phyllanthus parvus Hutch.
602. Phyllanthus paucitepalus M.Schmid
603. Phyllanthus pavonianus Baill.
604. Phyllanthus paxianus Dinter
605. Phyllanthus paxii Hutch.
606. Phyllanthus pectinatus Hook.f.
607. Phyllanthus pedicellatus Orlandini, Cordeiro & V.C.Souza
608. Phyllanthus peltatus Guillaumin
609. Phyllanthus pendulus Roxb.
610. Phyllanthus peninsularis Brandegee
611. Phyllanthus pentandrus Schumach. & Thonn.
612. Phyllanthus pentaphyllus C.Wright ex Griseb.
613. Phyllanthus pergracilis Gillespie
614. Phyllanthus perpusillus Baill.
615. Phyllanthus perrieri (Leandri) Petra Hoffm. & McPherson
616. Phyllanthus pervilleanus (Baill.) Müll.Arg.
617. Phyllanthus petaloideus Paul G.Wilson
618. Phyllanthus petchikaraensis M.Schmid
619. Phyllanthus petelotii Croizat
620. Phyllanthus petenensis Lundell
621. Phyllanthus petraeus A.Chev. & Beille
622. Phyllanthus phialanthoides Falcón & J.L.Gómez
623. Phyllanthus philippioides Leandri
624. Phyllanthus phillyreifolius Poir.
625. Phyllanthus phlebocarpus Urb.
626. Phyllanthus phuquocensis Beille
627. Phyllanthus physocarpus Müll.Arg.
628. Phyllanthus pierlotii Jean F.Brunel
629. Phyllanthus pileostigma Coode
630. Phyllanthus pilifer M.Schmid
631. Phyllanthus pindaiensis M.Schmid
632. Phyllanthus pinifolius Baill.
633. Phyllanthus pinjenensis M.Schmid
634. Phyllanthus pinnatus (Wight) G.L.Webster
635. Phyllanthus piranii G.L.Webster
636. Phyllanthus pireyi Beille
637. Phyllanthus platycalyx Müll.Arg.
638. Phyllanthus poeppigianus (Müll.Arg.) Müll.Arg.
639. Phyllanthus pohlianus Müll.Arg.
640. Phyllanthus poilanei Beille
641. Phyllanthus poliborealis Airy Shaw
642. Phyllanthus polygonoides Nutt. ex Spreng.
643. Phyllanthus polygynus M.Schmid
644. Phyllanthus polyspermus Schumach.
645. Phyllanthus popayanensis Pax
646. Phyllanthus poueboensis M.Schmid
647. Phyllanthus poumensis Guillaumin
648. Phyllanthus praelongipes Airy Shaw & G.L.Webster
649. Phyllanthus praetervisus Müll.Arg.
650. Phyllanthus prainianus Collett & Hemsl.
651. Phyllanthus procerus C.Wright
652. Phyllanthus proctoris G.L.Webster
653. Phyllanthus profusus N.E.Br.
654. Phyllanthus prominulatus J.T.Hunter & J.J.Bruhl
655. Phyllanthus pronyensis Guillaumin
656. Phyllanthus prostratus Müll.Arg.
657. Phyllanthus pseudocicca Griseb.
658. Phyllanthus pseudoguyanensis Herter & Mansf.
659. Phyllanthus pseudoniruri Müll.Arg.
660. Phyllanthus pseudoparvifolius R.L.Mitra & Sanjappa
661. Phyllanthus pseudotrichopodus M.Schmid
662. Phyllanthus pterocladus S.Moore
663. Phyllanthus pulcher Wall. ex Müll.Arg.
664. Phyllanthus pulcherrimus Herter ex Arechav.
665. Phyllanthus pulchroides Beille
666. Phyllanthus pullenii Airy Shaw & G.L.Webster
667. Phyllanthus pulverulentus Urb.
668. Phyllanthus pumilus (Blanco) Müll.Arg.
669. Phyllanthus puntii G.L.Webster
670. Phyllanthus purpureus Müll.Arg.
671. Phyllanthus purpusii Brandegee
672. Phyllanthus pycnophyllus Müll.Arg.
673. Phyllanthus quintuplinervis M.Schmid
674. Phyllanthus racemiger Müll.Arg.
675. Phyllanthus racemosus L.f.
676. Phyllanthus ramillosus Müll.Arg.
677. Phyllanthus ramosii Quisumb. & Merr.
678. Phyllanthus ramosus Vell.
679. Phyllanthus rangachariarii Murugan, Kabeer & G.V.S.Murthy
680. Phyllanthus rangoloakensis Leandri
681. Phyllanthus raynalii Jean F.Brunel & J.P.Roux
682. Phyllanthus reticulatus Poir.
683. Phyllanthus retinervis Hutch.
684. Phyllanthus retroflexus Brade
685. Phyllanthus revaughanii Coode
686. Phyllanthus rhabdocarpus Müll.Arg.
687. Phyllanthus rheedei Wight
688. Phyllanthus rheophilus Airy Shaw
689. Phyllanthus rheophyticus M.G.Gilbert & P.T.Li
690. Phyllanthus rhizomatosus Radcl.-Sm.
691. Phyllanthus rhodocladus S.Moore
692. Phyllanthus ridleyanus Airy Shaw
693. Phyllanthus ridsdalei R.W.Bouman & Verwijs
694. Phyllanthus riedelianus Müll.Arg.
695. Phyllanthus robinsonii Merr.
696. Phyllanthus robustus Mart. ex Colla
697. Phyllanthus roeperianus Wall. ex Müll.Arg.
698. Phyllanthus roseus (Craib & Hutch.) Beille
699. Phyllanthus rosmarinifolius Müll.Arg.
700. Phyllanthus rosselensis Airy Shaw & G.L.Webster
701. Phyllanthus rotundifolius J.G.Klein ex Willd.
702. Phyllanthus rouxii Jean F.Brunel
703. Phyllanthus rozennae M.Schmid
704. Phyllanthus ruber (Lour.) Spreng.
705. Phyllanthus rubescens Beille
706. Phyllanthus rubicundus Beille
707. Phyllanthus rubriflorus J.J.Sm.
708. Phyllanthus rubristipulus Govaerts & Radcl.-Sm.
709. Phyllanthus rufuschaneyi Welzen, R.W.Bouman & Ent
710. Phyllanthus rupestris Kunth
711. Phyllanthus rupicola Elmer
712. Phyllanthus rupiinsularis Hosok.
713. Phyllanthus ruscifolius Müll.Arg.
714. Phyllanthus saffordii Merr.
715. Phyllanthus salesiae M.J.Silva
716. Phyllanthus salicifolius Baill.
717. Phyllanthus salomonis Airy Shaw
718. Phyllanthus salviifolius Kunth
719. Phyllanthus samarensis Müll.Arg.
720. Phyllanthus sambiranensis Leandri
721. Phyllanthus samoanus (Müll.Arg.) W.L.Wagner & Lorence
722. Phyllanthus sanjappae Chakrab. & M.Gangop.
723. Phyllanthus sarasinii Guillaumin
724. Phyllanthus sarothamnoides Govaerts & Radcl.-Sm.
725. Phyllanthus sauropodoides Airy Shaw
726. Phyllanthus savannicola Domin
727. Phyllanthus saxosus F.Muell.
728. Phyllanthus scaber Klotzsch
729. Phyllanthus scabrifolius Hook.f.
730. Phyllanthus schaulsii Jean F.Brunel
731. Phyllanthus schliebenii Mansf. ex Radcl.-Sm.
732. Phyllanthus scopulorum (Britton) Urb.
733. Phyllanthus securinegioides Merr.
734. Phyllanthus selbyi Britton & P.Wilson
735. Phyllanthus sellowianus (Klotzsch) Müll.Arg.
736. Phyllanthus sepialis Müll.Arg.
737. Phyllanthus serandii Jean F.Brunel
738. Phyllanthus serpentinicola Radcl.-Sm.
739. Phyllanthus serpentinus S.Moore
740. Phyllanthus sessilis Warb.
741. Phyllanthus shabaensis Jean F.Brunel
742. Phyllanthus sibuyanensis Elmer
743. Phyllanthus sikkimensis Müll.Arg.
744. Phyllanthus similis Müll.Arg.
745. Phyllanthus simplicicaulis Müll.Arg.
746. Phyllanthus sincorensis G.L.Webster
747. Phyllanthus singalensis (Miq.) Müll.Arg.
748. Phyllanthus singampattianus (Sebast. & A.N.Henry) Kumari & Chandrab.
749. Phyllanthus skutchii Standl.
750. Phyllanthus smithianus G.L.Webster
751. Phyllanthus societatis Müll.Arg.
752. Phyllanthus somalensis Hutch.
753. Phyllanthus songboiensis Thin
754. Phyllanthus sootepensis Craib
755. Phyllanthus spartioides Pax & K.Hoffm.
756. Phyllanthus spinosus Chiov.
757. Phyllanthus spirei Beille
758. Phyllanthus sponiifolius Müll.Arg.
759. Phyllanthus spruceanus Müll.Arg.
760. Phyllanthus squamifolius (Lour.) Stokes
761. Phyllanthus standleyi McVaugh
762. Phyllanthus stenophyllus Guillaumin
763. Phyllanthus stipitatus M.Schmid
764. Phyllanthus stipularis Merr.
765. Phyllanthus stipulatus (Raf.) G.L.Webster
766. Phyllanthus striaticaulis J.T.Hunter & J.J.Bruhl
767. Phyllanthus strobilaceus Jabl.
768. Phyllanthus stultitiae Airy Shaw
769. Phyllanthus stylosus Griff.
770. Phyllanthus subapicalis Jabl.
771. Phyllanthus subcarnosus C.Wright ex Griseb.
772. Phyllanthus subcrenulatus F.Muell.
773. Phyllanthus subcuneatus Greenm.
774. Phyllanthus subemarginatus Müll.Arg.
775. Phyllanthus sublanatus Schumach. & Thonn.
776. Phyllanthus submarginalis Airy Shaw
777. Phyllanthus subobscurus Müll.Arg.
778. Phyllanthus suffrutescens Pax
779. Phyllanthus sulcatus J.T.Hunter & J.J.Bruhl
780. Phyllanthus sylvincola S.Moore
781. Phyllanthus symphoricarpoides Kunth
782. Phyllanthus tabularis Airy Shaw
783. Phyllanthus tagulae Airy Shaw & G.L.Webster
784. Phyllanthus talbotii Sedgw.
785. Phyllanthus tanaensis Jean F.Brunel
786. Phyllanthus tangoensis M.Schmid
787. Phyllanthus tanzaniensis Jean F.Brunel
788. Phyllanthus tararae Verwijs
789. Phyllanthus taxodiifolius Beille
790. Phyllanthus tenellus Roxb.
791. Phyllanthus tenuicaulis Müll.Arg.
792. Phyllanthus tenuipedicellatus M.Schmid
793. Phyllanthus tenuipes C.B.Rob.
794. Phyllanthus tenuirhachis J.J.Sm.
795. Phyllanthus tenuis Radcl.-Sm.
796. Phyllanthus tepuicola Steyerm.
797. Phyllanthus tequilensis B.L.Rob. & Greenm.
798. Phyllanthus tessmannii Hutch.
799. Phyllanthus tetrandrus Roxb.
800. Phyllanthus thaii Thin
801. Phyllanthus thulinii Radcl.-Sm.
802. Phyllanthus tiebaghiensis M.Schmid
803. Phyllanthus timboensis Funez, J.P.R.Ferreira & Hassemer
804. Phyllanthus tireliae M.Schmid
805. Phyllanthus tixieri M.Schmid
806. Phyllanthus torrentium Müll.Arg.
807. Phyllanthus touranensis Beille
808. Phyllanthus trichopodus Guillaumin
809. Phyllanthus trichosporus Adelb.
810. Phyllanthus trichotepalus Brenan
811. Phyllanthus triphlebius C.B.Rob.
812. Phyllanthus tritepalus M.Schmid
813. Phyllanthus trungii Thin
814. Phyllanthus tsarongensis W.W.Sm.
815. Phyllanthus tsetserrae Jean F.Brunel
816. Phyllanthus tuberculatus Marques-Torres & M.J.Silva
817. Phyllanthus tuerckheimii G.L.Webster
818. Phyllanthus tukuyuanus Jean F.Brunel
819. Phyllanthus udoricola Radcl.-Sm.
820. Phyllanthus ukagurensis Radcl.-Sm.
821. Phyllanthus umbratus Müll.Arg.
822. Phyllanthus umbricola Guillaumin
823. Phyllanthus unifoliatus M.Schmid
824. Phyllanthus unioensis M.Schmid
825. Phyllanthus upembaensis Jean F.Brunel
826. Phyllanthus urbanianus Mansf.
827. Phyllanthus urceolatus Baill.
828. Phyllanthus urinaria L.
829. Phyllanthus ussuriensis Rupr. & Maxim.
830. Phyllanthus utricularis Airy Shaw & G.L.Webster
831. Phyllanthus vacciniifolius (Müll.Arg.) Müll.Arg.
832. Phyllanthus vakinankaratrae Leandri
833. Phyllanthus valerii Standl.
834. Phyllanthus valleanus Croizat
835. Phyllanthus vanderystii Hutch. & De Wild.
836. Phyllanthus vatovaviensis Leandri ex Ralim. & Petra Hoffm.
837. Phyllanthus veillonii M.Schmid
838. Phyllanthus ventricosus G.L.Webster
839. Phyllanthus ventuarii Jabl.
840. Phyllanthus venustulus Leandri
841. Phyllanthus vergens Baill.
842. Phyllanthus verrucicaulis Airy Shaw
843. Phyllanthus vespertilio Baill.
844. Phyllanthus vichadensis Croizat
845. Phyllanthus villosus Poir.
846. Phyllanthus vincentae J.F.Macbr.
847. Phyllanthus virgatus G.Forst.
848. Phyllanthus virgulatus Müll.Arg.
849. Phyllanthus virgultiramus Däniker
850. Phyllanthus viridis M.E.Jones
851. Phyllanthus volkensii Engl.
852. Phyllanthus vulcani Guillaumin
853. Phyllanthus warburgii K.Schum.
854. Phyllanthus warnockii G.L.Webster
855. Phyllanthus watsonii Airy Shaw
856. Phyllanthus websterianus Steyerm.
857. Phyllanthus welwitschianus Müll.Arg.
858. Phyllanthus wheeleri G.L.Webster
859. Phyllanthus wilkesianus Müll.Arg.
860. Phyllanthus williamioides Griseb.
861. Phyllanthus wingfieldii Radcl.-Sm.
862. Phyllanthus wittei Robyns & Lawalrée
863. Phyllanthus womersleyi Airy Shaw & G.L.Webster
864. Phyllanthus xiphophorus Jean F.Brunel
865. Phyllanthus xylorrhizus Thulin
866. Phyllanthus yangambiensis Jean F.Brunel
867. Phyllanthus yaouhensis Schltr.
868. Phyllanthus youngii Jean F.Brunel
869. Phyllanthus yunnanensis (Croizat) Govaerts & Radcl.-Sm.
870. Phyllanthus yvettae M.Schmid
871. Phyllanthus zambicus Radcl.-Sm.
872. Phyllanthus zanthoxyloides Steyerm.
873. Phyllanthus zeylanicus Müll.Arg.
874. Phyllanthus zippelianus Müll.Arg.
875. Phyllanthus zornioides Radcl.-Sm.